# Owies głuchy
Owies głuchy (Avena fatua L.) – gatunek zboża należący do rodziny wiechlinowatych. Jako gatunek rodzimy występuje w Eurazji i północnej Afryce. Ponadto szeroko rozprzestrzeniony jako gatunek zawleczony w regionach o klimacie umiarkowanym. W Polsce spotykany głównie na południu, gdzie jest pospolitym chwastem w uprawach. 

## Morfologia
ŁodygaŹdźbło o wysokości 30–100 cm, rzadziej dorasta do 150 cm.
KwiatyZebrane w kwiatostan – wiechę z licznymi gałązkami, które w okresie późniejszym zwisają. Kłoski dorastają do 18–22 mm długości, przeważnie 3-kwiatowe, rzadziej 2-kwiatowe. Plewy równe lub dłuższe od kwiatów. Oś kłoska po dojrzeniu rozpada się powyżej plew i między kwiatami.
OwoceZiarniaki.
Gatunki podobneOd owsa zwyczajnego odróżnia się brunatną barwą ziarniaków, zakończonych długimi ościami.

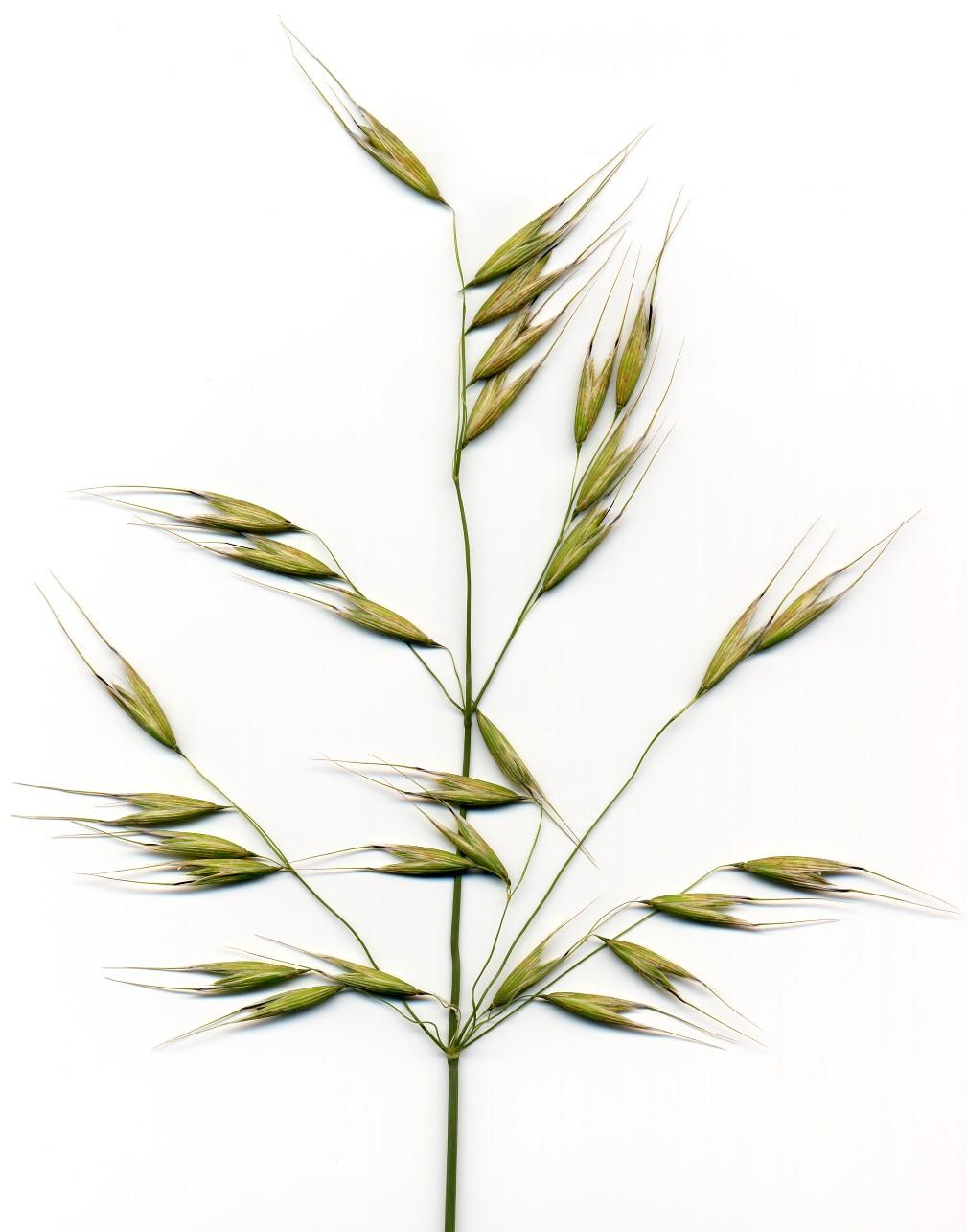
Wiecha
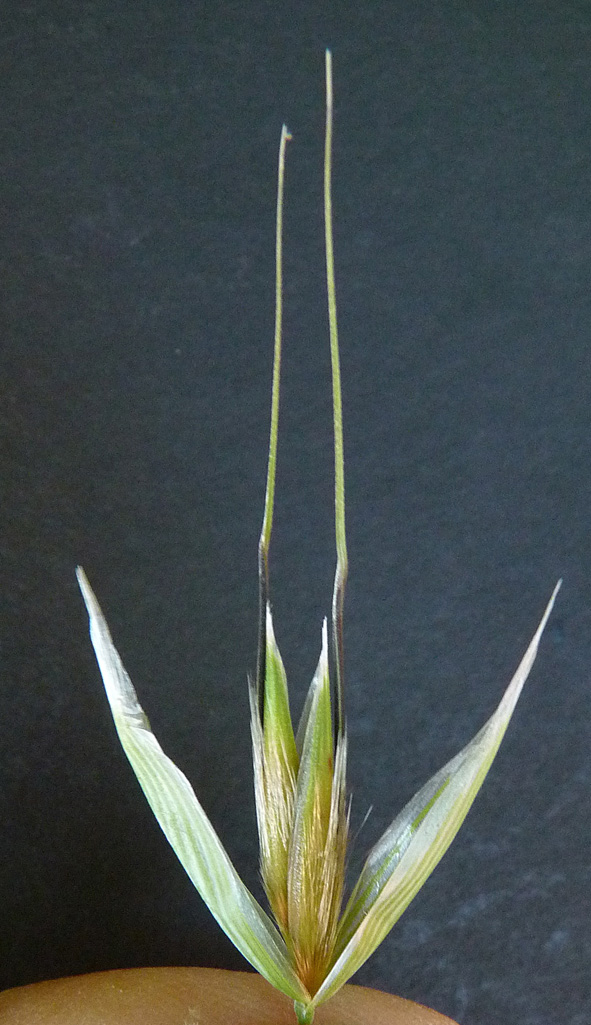
Kłos
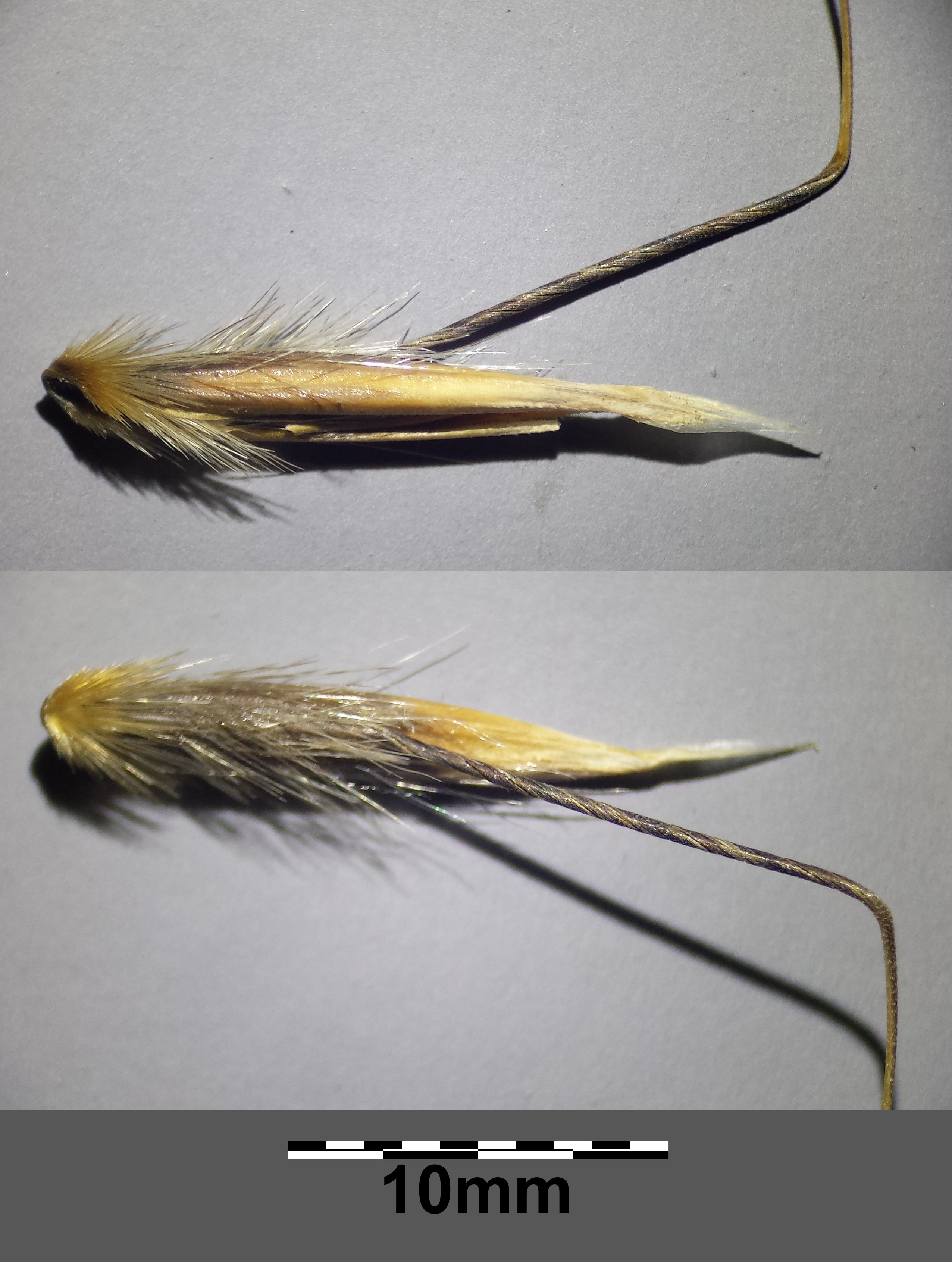
Ziarniaki

## Biologia i ekologia

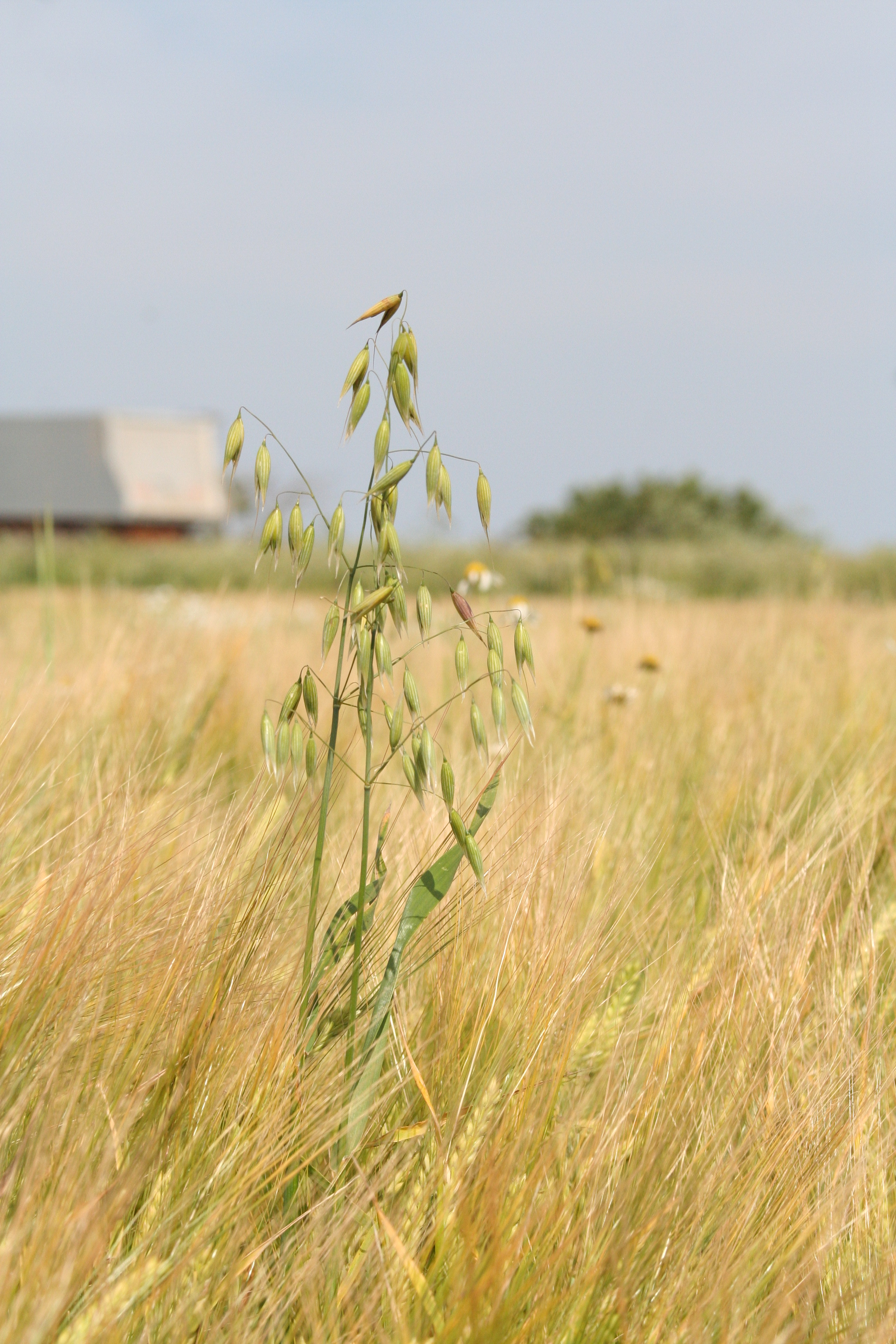
Owies głuchy w uprawie zboża

RozwójRoślina jednoroczna (in. terofit), przechodząca cały cykl życiowy w ciągu jednego sezonu wegetacyjnego. Kwitnie od czerwca do lipca.
GenetykaLiczba chromosomów 2n = 42.
SiedliskoZasiedla przydroża oraz uprawy zbożowe i okopowe. Rośnie przeważnie na glebach gliniastych i ilastych.  We florze Polski uznawany za archeofit, częsty w wielu regionach.
FitosocjologiaGatunek charakterystyczny dla rzędu Centauretalia cyani oraz związku Caucalidion lappulae.
BioindykacjaUciążliwy chwast, występuje przeważnie w uprawach zbóż ozimych i jarych oraz w okopowych. Nasiona dojrzewają wcześniej niż uprawianych zbóż i osypują się przed ich zbiorem, przez co mogą jeszcze silniej zachwaszczać następne uprawy. Skutecznie rywalizuje z roślinami uprawnymi o składniki odżywcze. Posiada duże możliwości krzewienia się. W ekologicznych uprawach okopowych i niewielkich uprawach zbożowych skuteczną metodą zwalczania jest ręczne wyrywanie roślin w czerwcu, przed dojrzeniem i wysiewem nasion.

## Zmienność
Owies głuchy jest blisko spokrewniony z owsem zwyczajnym (Avena sativa), z którym tworzy mieszańce.